# Yedikardeş
Yedikardeş (kurd. Heftêxuhan) ist ein Dorf im Landkreis Kızıltepe der türkischen Provinz Mardin. Yedikardeş liegt in Südostanatolien auf 760 m über dem Meeresspiegel, ca. 18 km nördlich von Kızıltepe.
Der ursprüngliche Name der Ortschaft lautet Haftivahan. Dieser Name ist beim Grundbuchamt registriert. Der ursprüngliche Name bedeutet auf Kurdisch „Siebenschwestern“. Der heutige Name Yedikardeş bedeutet auf Türkisch „Siebengeschwister“.
1985 lebten 527 Menschen in Yedikardeş. 2009 hatte die Ortschaft 178 Einwohner.